# Daytonski sporazum
Daytonski sporazum je mirovni sporazum, ki so ga sprte strani z ozemlja bivše SFRJ novembra 1995 podpisale v ameriškem mestu Dayton v zvezni državi Ohio, ter z njim končale vojno v Bosni in Hercegovini ter odločile o njeni prihodnosti.
Od 1. do 21. novembra 1995 so bila v ameriškem mestu Dayton pogajanja o prihodnosti Bosne in Hercegovine in o končanju vojne. Pogajanja so sledila uspehom Armade BiH, ki je konec leta 1995 osvobodila veliki del državnega ozemlja.  Tedaj je ukrepal Zahod in je začel z resnimi pogajanji o zaključku vojne, ki je trajala že skoraj polna štiri leta.
Dokončno različico sporazuma so predstavniki vpletenih strani in priče formalno podpisali 14. decembra 1995 v Parizu. Poleg bosansko-hercegovskega predsednika Alije Izetbegovića, hrvaškega predsednik Franja Tuđmana in srbskega predsednika Slobodana Miloševića, ki je sporazum podpisal v imenu Zvezne republike Jugoslavije, so za uveljavitev dogovora s svojim podpisom jamčili še ameriški in francoski predsednik Bill Clinton in Jacques Chirac, britanski, španski in ruski premierji John Major, Felipe Gonzalez in Viktor Černomirdin, ter nemški kancler Helmut Kohl.

## Opis najvažnejših točk sporazuma
»Stranke« sporazuma so bile: Republika Bosna in Hercegovina, Republika Hrvaška in Zvezna republika Jugoslavija (ZRJ). 29. avgusta 1995 je ZRJ dobila dovoljenje, da v imenu Republike srbske podpiše sporazum in da je obvezana strogo in natančno izvajati vse točke tega sporazuma. 
Najvažnejši dogovori sporazuma:
1. Bosna in Hercegovina ostaja enotna država v svojih dosedanjih mejah in bo priznana od mednarodne skupnosti. Zvezna Republika Jugoslavija priznava to državo, uvedejo se medsebojni diplomatski odnosi.
2. Bosanska država je sestavljena iz dveh delov: bošnjaško-hrvaške Federacije in pa Republike srbske. Federacija obsega 51 %, Republika srbska pa 49 % državnega ozemlja. Bosanski Srbi obdržijo tudi nekdanji zaščitni coni Organizacije združenih narodov (OZN), Srebrenico in Žepo.
3. Sarajevo ostane združeno glavno mesto države.
4. Imenuje se centralna vlada, enotni parlament in državno predsedstvo, predvideno je še skupno ustavno sodišče in skupna centralna banka ter enotna valuta. Centralne institucije so odgovorne za zunanjo politiko, zunanjo trgovino, denarno politiko, kakor tudi za vprašanja državljanstva. Parlament bo sestavljen iz dveh zbornic.
5. Predsedstvo in parlament se bosta volila leta 1996 na svobodnih in demokratičnih volitvah, pod mednarodnim nadzorstvom. Vzpostavil se bo koridor, ki bo spajal mesto Goražde s Sarajevom (Goražde ni prometno povezano s Federacijo), ki naj bi bil širok 8 do 15 km.
6. Koridor Brčko, na severu države, ki povezuje srbsko kontrolirana območja na vzhodu in zahodu bo 5 km širok, o nadaljnjem statusu mesta, ki je najvažnejše mesto Posavine, pa bo odločala mednarodna komisija. Odločitev mora biti v roku enega leta od podpisa sporazuma.
7. Begunci se lahko vrnejo v svojo domovino, spoštovanje človekovih pravic pa bo nadzorovala neodvisna komisija za človekove pravice in mednarodne policijske enote.
8. Osebe, ki so obsojene za vojne zločine, bodo izločene iz političnih uradov in ne smejo prevzemati javnih nalog.
9. Mednarodna skupnost bo organizirala humanitarno pomoč, da se lahko zagotovi obnova države in izvedba svobodnih volitev.
10. Sankcije Organizacije združenih narodov bodo polagoma odpravljene, to se nanaša tako na gospodarske sankcije proti Srbiji, kakor tudi na embargo orožja BiH.
11. Mednarodne mirovne sile (IFOR), ki bodo pod poveljstvom zveze NATO in pod vodstvom ameriškega generala, bodo zamenjale zaščitne čete OZN (UNPROFOR).
12. IFOR nadzoruje izvajanje premirja in se ima pravico braniti ob napadih.
13. IFOR ima popolno svobodo gibanja na celotnem področju države.
14. Med nekdanjimi vojnimi linijami bo začasno zgrajena okoli 2 km široka zona.
15. V roku 4 mesecev se morajo umakniti vsa težka orožja in vsi vojaki se morajo vrniti v vojašnice.
16. Vse vojne ujetnike morajo takoj izpustiti.

Sporazum so sklenili v bosanskem, hrvaškem, srbskem in angleškem jeziku.